# Iztrebek
Iztrebek (v množini tudi feces ali stolica) je snov, ki jo izloči črevo skozi anus ob koncu prebave. Iztrebkov ne sestavljajo le neprebavljeni ostanki hrane, ampak tudi različni izločki (večinoma iz jeter), sluzi, odluščene celice črevesne sluznice in bakterije v črevesu.
Sestava iztrebkov se spreminja iz dneva v dan glede na vrsto zaužite hrane. Zauživanje iztrebkov imenujemo koprofagija.
Vsaka znatnejša in dalj časa trajajoča sprememba (kot na primer kri v iztrebkih), je lahko bolezenski znak, ki zahteva posvet z zdravnikom. Kri zaradi razjede v želodcu ali dvanajstniku ali nekatera zdravila obarvajo iztrebke zelo temno. Svetli iztrebki so včasih znamenje nepravilnosti v delovanju jeter ali trebušne slinavke. Tekoče iztrebljanje blata imenujemo driska.